# Gottfried I. von Rancon
Gottfried I. (franz.: Geoffroy; † wohl 1153) war ein Herr von Rancon (Département Haute-Vienne) und Taillebourg. Er war vermutlich ein Sohn des Amalrich III. von Rancon und Bruder des Amalrich IV. von Rancon.

## Leben und Wirken
Gemeinsam mit Hugo VII. von Lusignan griff er 1127 die Burg von Montignac an, wurde aber von Graf Vulgrin II. von Angoulême zurückgeschlagen.
Bekannt wurde Gottfried als Teilnehmer des Zweiten Kreuzzuges, zu dem er 1146 gemeinsam mit König Ludwig VII. und anderen französischen Rittern in Vézelay das Kreuz genommen hatte. Bei der Durchquerung von Kleinasien fiel Gottfried durch seine Undiszipliniertheit auf, indem er sich 1148 entgegen dem Befehl des Königs während eines Lagers in der Nähe von Laodikeia vom Hauptheer absetzte, um einen zweiten Lagerplatz einzunehmen, der ihm sicherer erschien. Weil ihm mehrere Ritter dahin folgten, hatte dies eine Spaltung des Heeres zur Folge, was die Rum-Seldschuken erkannten und sofort zu einem Angriff ausnutzten, der das unorganisierte Kreuzfahrerheer unter großen Verlusten in die Flucht schlug. Der ebenfalls überlebende Gottfried wurde anschließend vom König zur Strafe auf die Heimreise befohlen.
Aus einer Ehe mit Fossifia hatte Gottfried drei Kinder:
- Gottfried II. († 1194), Herr von Rancon und Taillebourg
- Bourgogne († 1169), ⚭ mit Hugo VIII. von Lusignan
- Bertha, ⚭ mit Guillaume Maingot, Herr von Surgères

## Weblink
- Seigneurs de Rancon bei Foundation for Medieval Genealogy.ac (englisch)

| Personendaten    | Personendaten                                |
| ---------------- | -------------------------------------------- |
| NAME             | Gottfried I. von Rancon                      |
| ALTERNATIVNAMEN  | Geoffroy Ier de Rancon                       |
| KURZBESCHREIBUNG | Herr von Rancon und Taillebourg; Kreuzfahrer |
| GEBURTSDATUM     | 12. Jahrhundert                              |
| STERBEDATUM      | unsicher: 1153                               |